# سوزان هاريس
سوزان هاريس (بالإنجليزية: Susan Harris)‏ (و. 1940  م) هي ممثلة، وكاتبة سيناريو، ومنتجة أمريكية، ولدت في مونت فيرنون، نيويورك، بدأت مشوارها المهني سنة 1970.

## جوائز
حصلت على جوائز منها:

جائزة إيمي

## وصلات خارجية
- سوزان هاريس على موقع IMDb (الإنجليزية)
- سوزان هاريس على موقع ألو سيني (الفرنسية)
- سوزان هاريس على موقع أول موفي (الإنجليزية)
- سوزان هاريس على موقع قاعدة بيانات الفيلم (الإنجليزية)
- سوزان هاريس على موقع كينوبويسك (الروسية)